# Mu ren zhuang

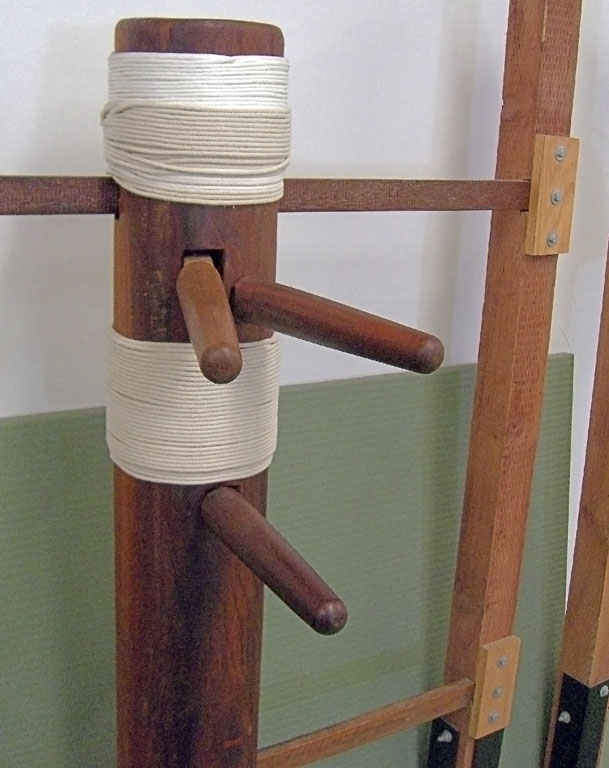
Mannequin traditionnel de Wing Chun

 Le muk yan jong (chin. 木人樁, pinyin: mù rén zhuāng, cantonais: muk yan jong, littéralement « homme bois poteau ») ou mannequin de bois, est un instrument d'entrainement des arts martiaux chinois utilisé comme partenaire ou adversaire.
Son usage est particulièrement associé au wing chun, bien qu'il soit utilisé dans d'autres styles du Sud de la Chine (choy lee fut, Mante religieuse, etc.) ou du Nord (Mansuria Kung Fu, etc.). Traditionnellement construit en bois, aujourd'hui ces mannequins sont parfois construits avec des matériaux modernes comme le plastique et l'acier.

## Origines

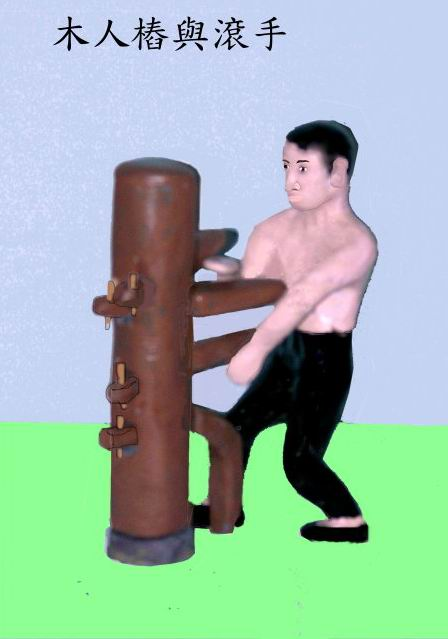
Représentation du travail au mannequin de wing chun.

Les premières références de l'utilisation de mannequins dateraient du Temple Shaolin. Les légendes mentionnent que les disciples devaient progresser à travers une « allée de mannequins de bois » en combattant chacun d'eux, certains étant munis de mécanismes pouvant infliger des blessures mortelles, d'autres étant manipulés par des moines dissimulés. Selon Leung Ting, si cette allée a véritablement existé, elle aurait pu être formée de nombreux mannequins en bois dédiés à l'entrainement intensif.
Il est généralement admis que les premiers mannequins d'entrainement devaient être de simples poteaux de bois, dressés verticalement en guise de mannequin. Les mannequins actuels sont généralement constitués d'un poteau vertical, enfoncé dans le sol ou fixé à un mur ou un chevalet. Plusieurs éléments en bois, mobiles ou fixes, figurent des "bras" ou des "jambes". Selon l'usage, des éléments en tissu ou cuir sont fixés au mannequin, afin de protéger le pratiquant des blessures (frappe des mains).
« Si l'objectif est de simuler la pratique avec un partenaire ou un adversaire, il est appelé un « mannequin ». [...] Si les pieux sont utilisés pour tenir debout, se déplacer, ou sauter sur eux en pratiquant des coups de poing ou pieds, ils sont une aide pour l'entrainement de l'équilibre et pour renforcer la posture, et ils sont dans ce cas appelés "pieux". » - Yip Chun

## Mannequin duwing chun
Il n'est pas possible de déterminer si l'invention du mannequin a précédé le wing chun. Mais les premiers fondateurs du wing chun ont dû améliorer le mannequin et les exercices au fil des années, pour arriver à la version actuelle : un mannequin de wing chun de trois bras et dans la plupart des cas, d'une jambe, et un système d'une centaine de mouvements connue comme les "techniques du mannequin de bois".La distance entre les deux bras ne peut pas excéder 12 cm.
Selon Leung Ting, quand le wing chun se développa à Foshan dans les premières années de Yip Man, la forme du mannequin était composée de 140 mouvements, divisée en 10 sections. C'est plus tard à Hong Kong, que Yip Man aurait simplifié la forme en 108 mouvements (nombre sacré dans la tradition bouddhiste), puis quelques années plus tard en 116 mouvements, afin de compléter la forme.

## Mannequin dujeet kune do
Le mannequin créé par Bruce Lee est une évolution du mannequin traditionnel de wing chun : un cou est creusé dans le poteau, permettant un travail de frappe plus précis et réaliste dans cette zone, et la jambe est construite en métal, permettant des coups de pied appuyés.

## Mannequin duMansuria Kung Fu

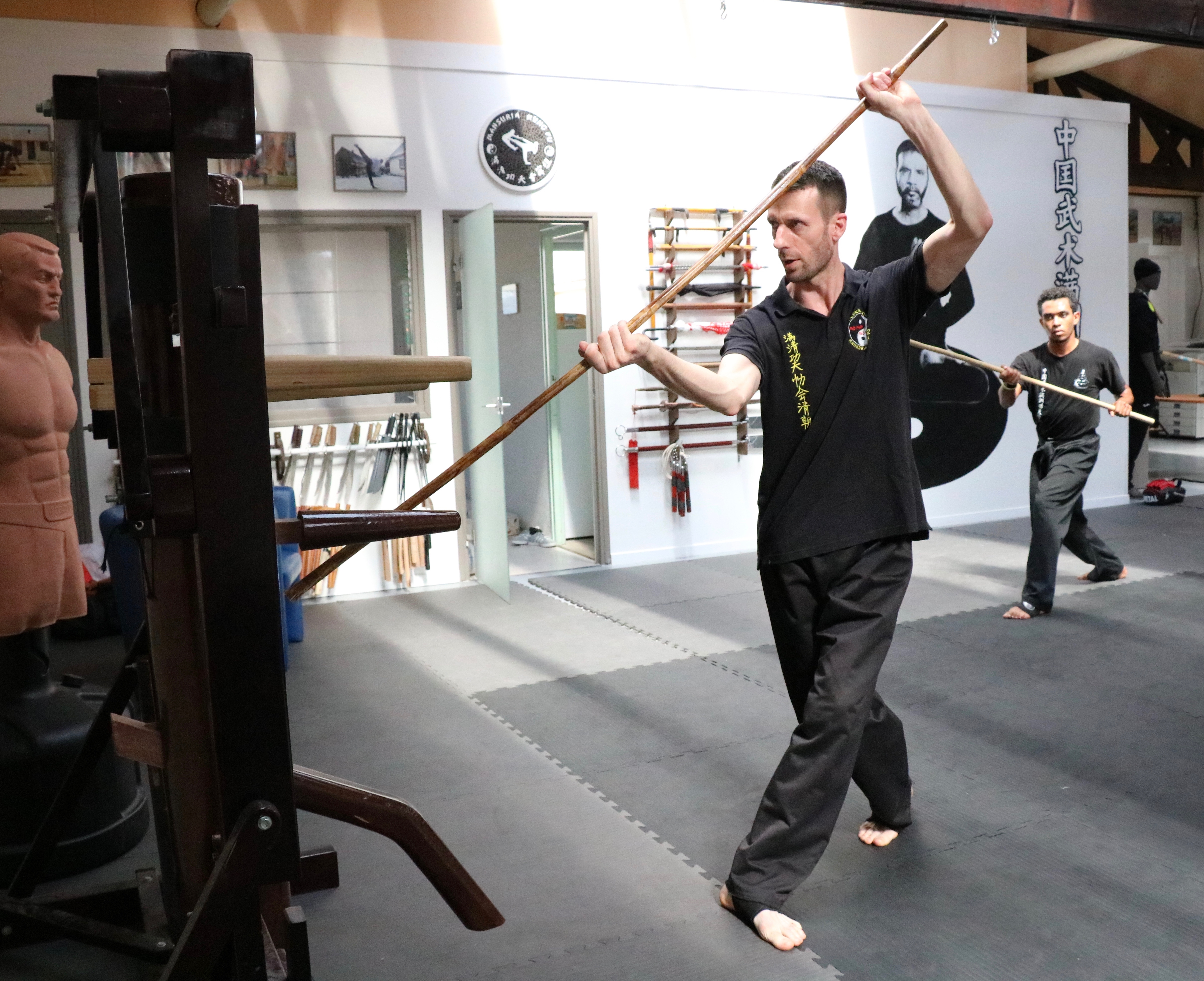
Travail avec arme (ici un grand bâton) sur mannequin de bois dans le Mansuria Kung Fu.

Dans le Mansuria Kung Fu, le travail du mannequin de bois vient en complément des techniques animales à mains nues, mais également des techniques avec armes.